# Ecnomiohyla phantasmagoria
Espèce
Synonymes
- Hyla phantasmagoria Dunn, 1943

Statut de conservation UICN

 DD  : Données insuffisantes
Ecnomiohyla phantasmagoria est une espèce d'amphibiens de la famille des Hylidae.

## Répartition
Cette espèce se rencontre dans deux localités situées à près de 1 000 km de distance l'une de l'autre, :
- en Colombie dans le río Cauca, près de la frontière des départements d'Antioquia et de Bolivar ;
- en Équateur à l'extrême Nord-Ouest de la province d'Esmeraldas.

## Publication originale
- Dunn, 1943 : An extraordinary new Hyla from Colombia. Caldasia, vol. 2, no 8 p. 309–311 (texte intégral).